# كريات مريخية

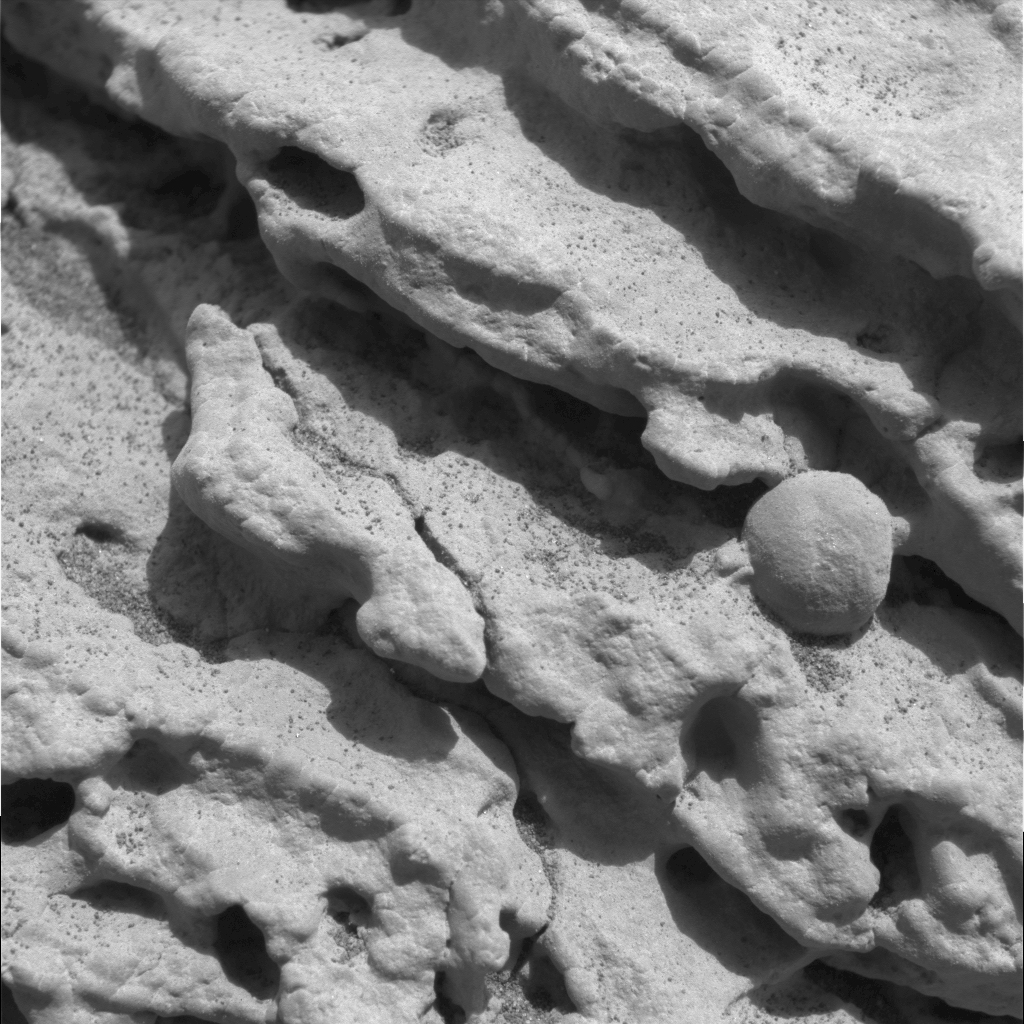
كُريّاتٌ ما زالت في طَبقةِ مَنشئِها.

الكُرَيّاتُ المِرّيخيّة Martian spherules (المعروفةُ كذلك بالإنجليزيّة بالتُّوتِ الأَزرق Blueberries نظراً لصِبغتِها الزّرقاءِ في الصُّوَرِ الكاذبةِ اللّونِ الصّادرةِ عن ناسا) هي مُتضمَّناتُ الشّاذَنَجِ الكُرويّةُ الوفيرةُ الّتي اكتشفَها متجوِّلُ المِرّيخِ أُبُورْتِيُونِيتِي Opportunity بمِرِيدِيانِي بلانُوم Meridiani Planum (سَهلُ الزّواليِّ أو سَهلُ خطِّ الطّول) على كوكبِ المِرّيخ. و تُوجدُ على طبيعتِها مُكتنَفةً في مَصفوفةٍ تَبخِيريّةٍ لأملاحِ السُّلْفاط (الكِبريتات) أو طليقةً على السّطح.

## أسباب

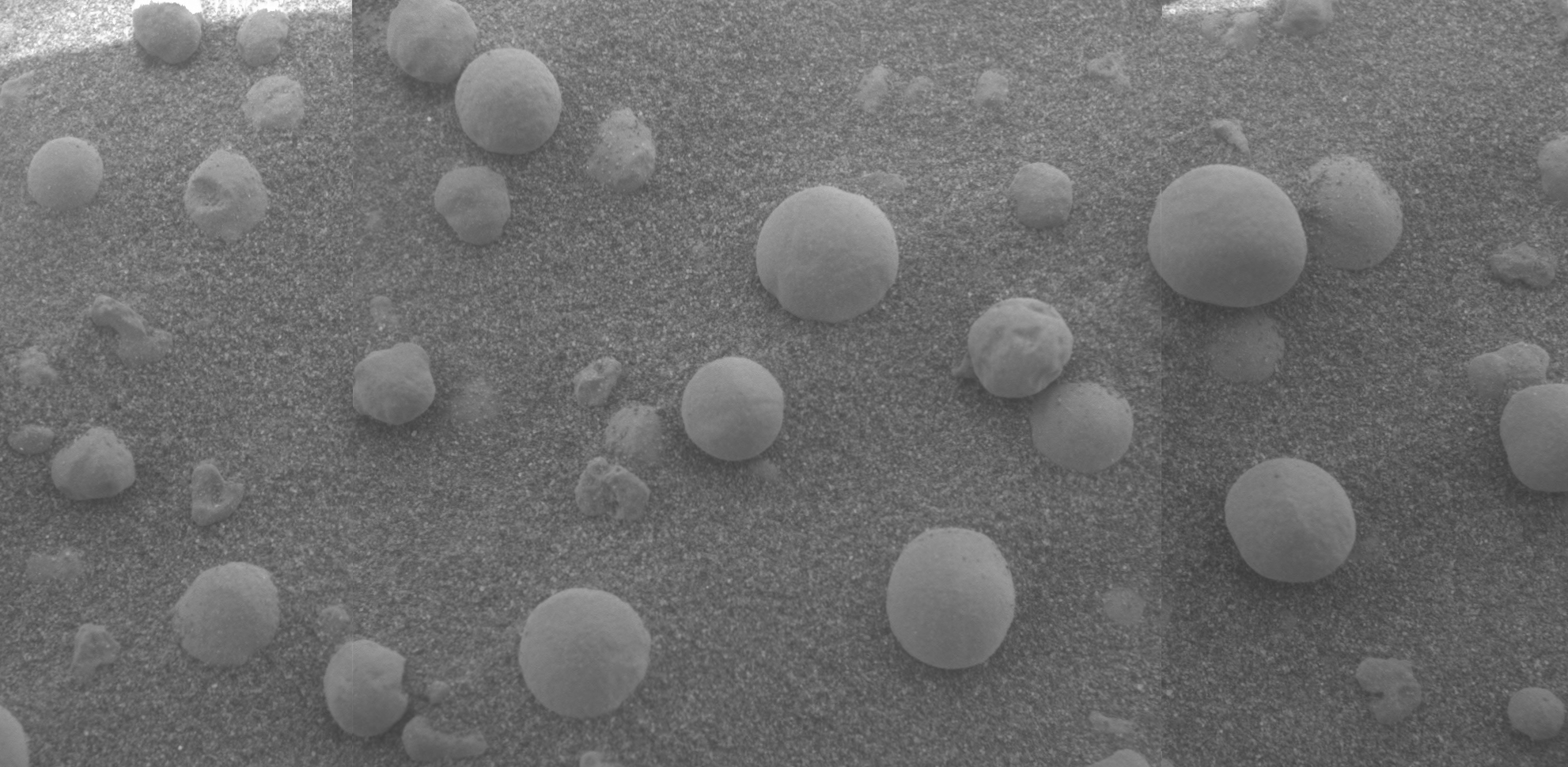
فُسيفساءٌ تُظهِرُ بعضَ الكُريّاتِ المُكتنَفةِ جزئيّاً و المتفرّقةِ على حبّاتِ التّرابِ الأصغرِ مِنها.

«ثمّةَ عددٌ مِن السّيروراتِ الجِيولوجيّةِ البَيّنةِ الّتي قد تُسفِرُ عن أشكالٍ كُرويّة،» يقولُ أستاذُ علومِ الأرضِ الكوكبيّةِ هاب ماك سُوِين Hap McSween. تَشمَلُ تلك السَّيروراتُ التّراكمَ تحتَ الماء، أو اصطدامَ نَيزَك، أو ثَوَرانَ بُركان. و يُشيرُ المحقِّقُ الرّئيسيُّ في مُهمّةِ مُتجوِّلِ استكشافِ المِرِّيخِ، ستيف سكُوايرْز Steve Squyres، بأنّها قد تَكونُ تصلّباتٍ أو مادّةً متراكِمةً تَشكّلَت مِن مَعادن صادرةٍ مِن مَحالِيلَ مع انتشارِ الماءِ خلالَ الصّخر.
بأحجامٍها المتراوِحةِ بين أقلِّ مِن 100 ميكرومترٍ و ما يَفوقُ 250 ميكرومتر، وُجِدَت كُريّاتٌ مُماثِلةٌ في عَيّناتٍ مِن ترابِ القمرِ جُمِعَت مِن طرفِ أَبُولُو 12 في حوضِ العواصِف (أُتْشِيانُوس برُتْشِلّارُوم Oceanus Procellarum)، و أَبُولُو 14 قُربَ بَحْرِ الأَمطار (مارَيه إمْبرِيُوم Mare Imbrium)، و هي الفُوَّهةُ الدّاكنةُ الّتي تَسُودُ وجهَ القمر، وخصائصُها مُتّفِقةٌ مع تَوقُّعاتِ بنُشوئها إبّانَ اصطداماتٍ نَيزكيّة.
لا تُوجَدُ كُريّاتٌ على السّطحِ فحسب، وإنّما تُوجَدُ كذلكَ أعمقَ في التُّرابِ المِرِّيخيّ. أمّا الفارقُ بين هذه وتلك الموجودةِ عند السّطحِ ففي امتلاكِها لسطحٍ شديدِ اللّمعانِ يَخلقُ وَمِيضاً ووَهيجاً قويَّين ويَجعلُها تَبدُو بَرّاقةً أو مُلمَّعة. في 2 مارس 2013، أَبلَغَ عُلماءُ مُهمّةِ أُبُورتِيُونِيتِي Opportunity عن إتمامِهم لاستطلاعٍ حولَ توزيعِ الكُريّاتِ في صَخرِ الأَدِيم Bedrock. فوَجدوا بأنّ الكُريّاتِ مُتفرِّقةٌ بانتظامٍ وعشوائيّاً داخلَ الصّخور، وليسَ على طَبَقات. و ذلك يَدعمُ نُموَّها في مَوضِعِها، فلو ارتبطَ أصلُها بحوادثَ بُركانيّةٍ أو نيزكيّةٍ لكان مِن المتوقَّعِ وُجودُ طَبقاتٍ مِن الكُريّاتِ كسِجلٍّ في الزّمنِ لكلِّ حَدث. أُضِيفَت هذه المُلاحَظةُ إلى قائمةِ الأدلّةِ على وُجودِ الماءِ السّائلِ في الموقعِ الصّخريِّ ذاك، حيثُ يُعتقَدُ أنّ الكُريّاتِ تَشكّلَت.

## روابط خارجية
- Science Magazine special issue on MER Opportunity initial results
- Press releases from JPL relating to Mars spherules: Initial press release, composition results
- Morphological Investigations of Martian Spherules, Comparisons to Collected Terrestrial Counterparts. Full text PDF.
- Sedimentary Concretions vs. Impact Condensates: Origin of the Hematitic Spherules of Meridiani Planum, Mars. Full text PDF.
- Ironstone Concretions - Analogs to Martian Hematite Spherules. Full text PDF.
- Moqui Marbles relations to Martian Spherules.
- ScienceDaily.com on Moqui marbles and Martian spherules
- relations to cyanobacteria and terrestrial stromatolites.